# ハリー・リード国際空港
ハリー・リード国際空港（ハリー・リードこくさいくうこう、英: Harry Reid International Airport）は、アメリカ合衆国ネバダ州ラスベガス市にある国際空港である。ダウンタウンの8Km南に立地している。2021年にマッカラン国際空港 (McCarran International Airport) から改称された。
カジノで有名なラスベガスらしく、この空港はターミナル内に1,234台以上のスロットマシンを置いている。

## 歴史

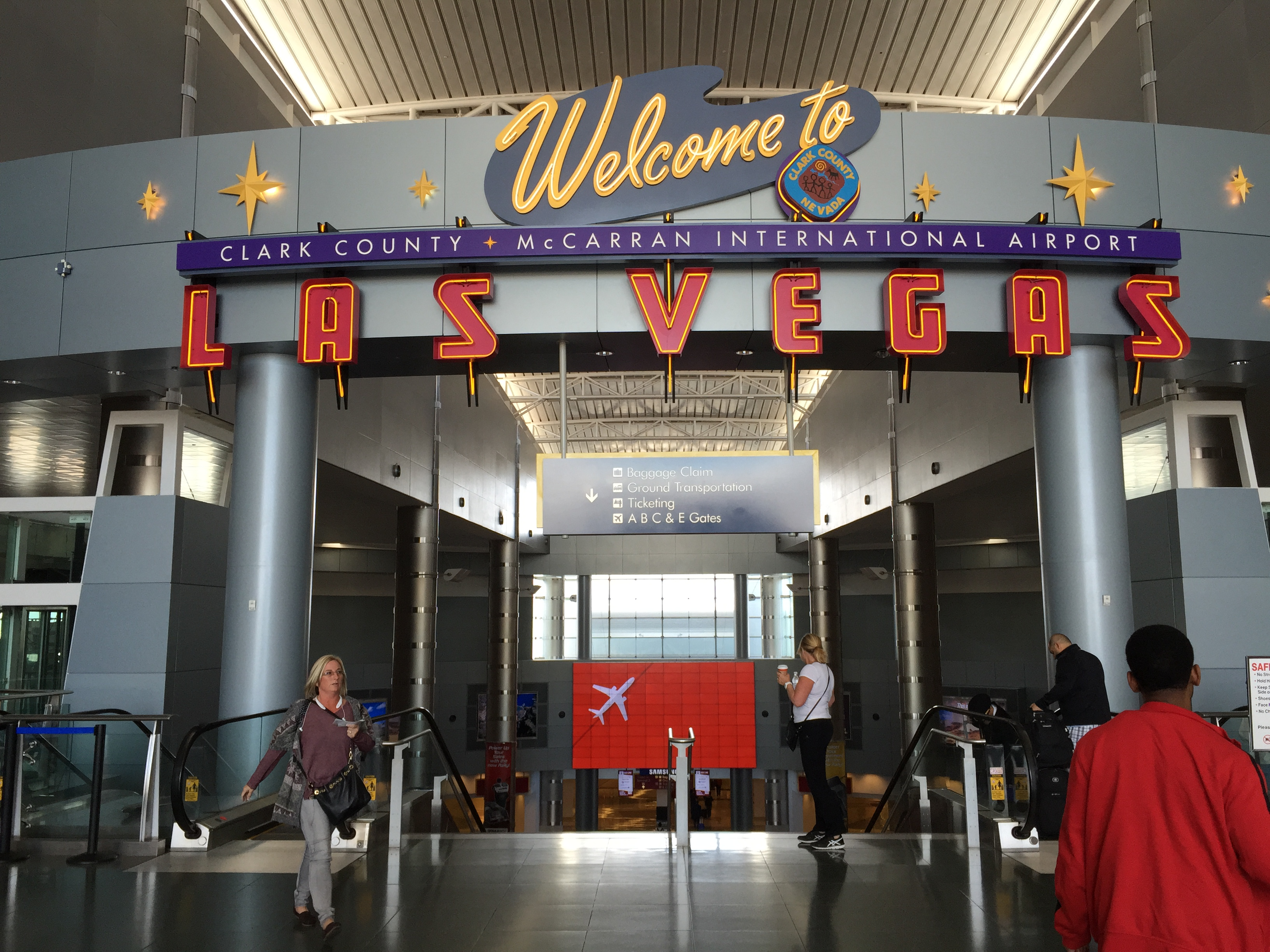
ウェルカム サイン

アメリカ合衆国開拓の英雄、デヴィー・クロケットの子孫で飛行士のジョージ・クロケットが現在の空港の土地にアラモ空港を1942年に開設。1948年にクラーク郡がクロケットからこの飛行場を買い取りクラーク郡営空港とし、すべての商業便はこの空港に集約した。ネバダ州選出のアメリカ合衆国上院議員で合衆国民間航空法を草稿したパトリック・マッカランにちなんで1948年12月20日に「マッカラン飛行場（McCarran Field）」と改名した。
1963年にはターミナルの位置がラスベガス・ブルバード・サウス側からパラダイス・ロード側に移動し、この頃までに年間150万人の利用客があった。この新しいターミナルの設計はウェルトン・ベケット建築事務所とジョン・レプローグルで、JFK空港のTWAターミナルを参考に設計された。これはその7年後にシカゴ・オヘア国際空港のユナイテッド航空ターミナルへと引き継がれることになる。
1978年、航空規制緩和法が制定され、マッカラン空港の就航航空会社が7社から14社に倍増した。「マッカラン2000」と呼ばれる空港拡張計画が発表され、1982年に3億ドルの公債で予算化された。新中央ターミナルビル、9階建て駐車場、滑走路の追加・拡張、搭乗ゲートの追加、乗降客用施設刷新、空港へのトンネル及び道路追加を含む全3期の計画であった。第1期は1987年に完了した。
1970年代以来アメリカン航空用とパシフィック・サウスウエスト航空用にそれぞれターミナルがあった場所に、1986年から1987年の間にターミナル2が建設された。
1990年代には全搭乗口とチェックインカウンターが刷新され、空港全体で共通のコンピューターシステム「CUTE（Common Use Terminal Equipment、共用ターミナル機器）」が導入された。
1998年にはコンコースD南東・南西ウィング（28ヶ所の搭乗口がある）が開設された。コンコースDは元々の「マッカラン2000」からの追加であった。
2003年に乗客が航空会社のカウンターに行かなくても搭乗券を受け取れる「スピードチェック」キオスクを導入。これは全米で最初、世界でも画期的なシステムであった。またラスベガス・コンベンションセンターにもこのキオスクが6基設置された。2005年には荷物タグが印刷出来るように改良された。
2005年から空港全体で無料公衆無線LANが提供されている。このサービスは18万平方メートルの面積に及ぶ。
2005年にはまた、コンコースD北東ウィング（10ヶ所の搭乗口がある）が、2008年にはコンコースD北西ウィング（9ヶ所の搭乗口がある）が開設された。
2012年にターミナル3が開業した。ターミナル2は解体された。
2021年2月16日、クラーク郡議会は、空港の名称を、ネバダ州選出連邦上院議員を長年務めたハリー・リードに因んで「ハリー・リード国際空港（Harry Reid International Airport）」に改名する提案書を連邦航空局（FAA）に提出することを決定。申請が認められ、同年12月14日付けで正式に改称された。

## ターミナル

ターミナル レイアウト

ハリー・リード国際空港はパラダイス・ロードで東西に分断されている。西地区にターミナル1、東地区にターミナル3が立地している。ターミナル2はかつて国際線を扱っていたが、2016年に解体され現在は欠番となっている。

### ターミナル1
ターミナル1は1963年3月に開設。1970年、1974年に現在のコンコースA、Bに拡張された。それぞれ中央のセキュリティー前のエリアに接続されている。南側にはコンコースCが設置され、トラムのグリーンラインで移動出来るようになっている。コンコースDはサテライトとして、1998年に開設された。Dにはトラムのブルーラインが接続されている。

### ターミナル3
ターミナル3が2012年6月に開業した。コンコースEとして国際線及び他の定期便が利用する。14個のゲートのうち東側6個が国際線仕様になっている。コンコースDからトラムが新たにターミナル３に接続している。
ターミナル3には国外の航空会社及びアラスカ航空、フロンティア航空、ジェットブルー航空、サンカントリー航空が利用する。ハワイアン航空とユナイテッド航空が発券及び荷物カウンターを設置するが、これらは引き続きターミナル1コンコースD（1-D）を利用している。

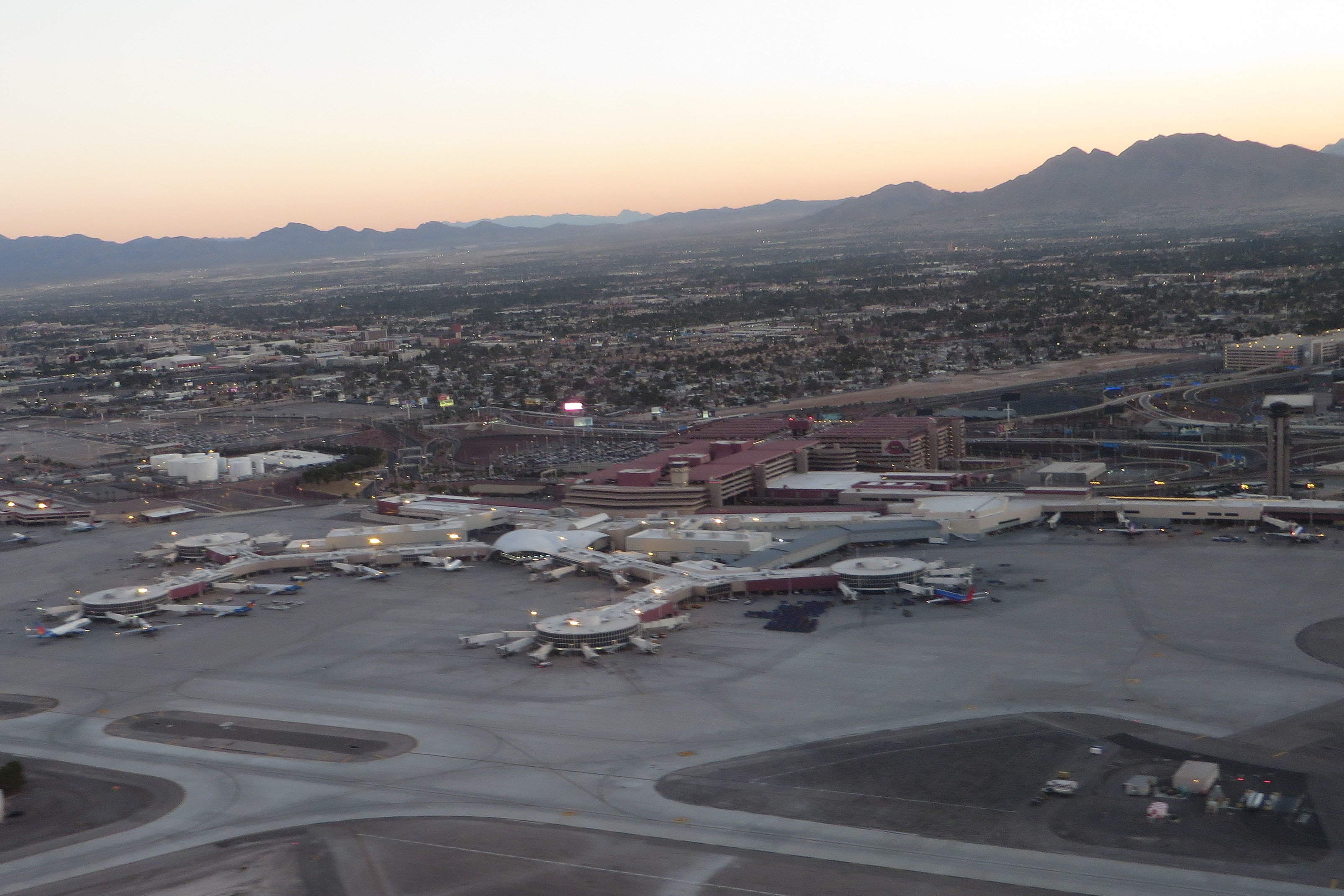
ターミナル1
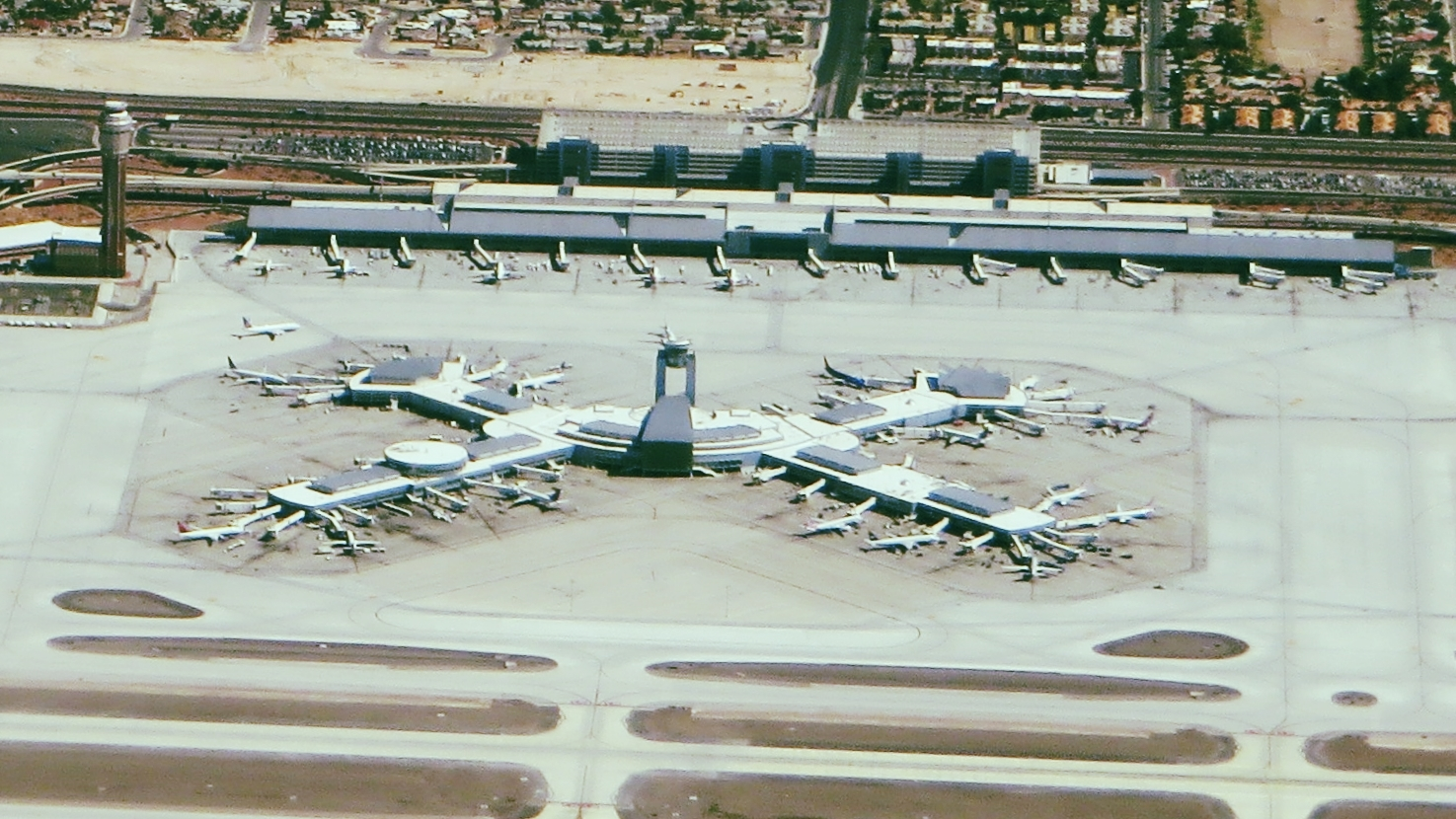
ターミナル3、手前はコンコースD
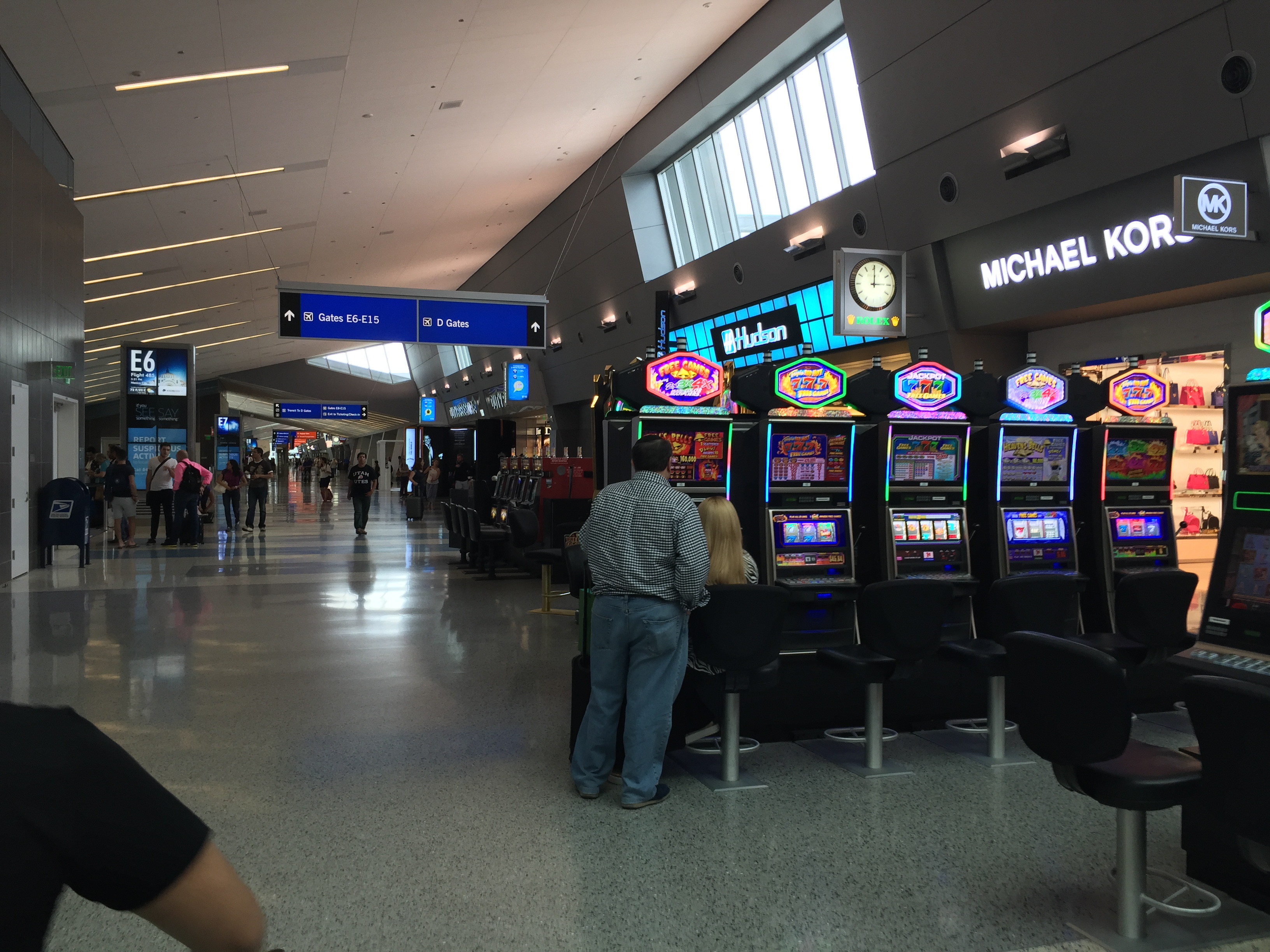
ターミナル3内部
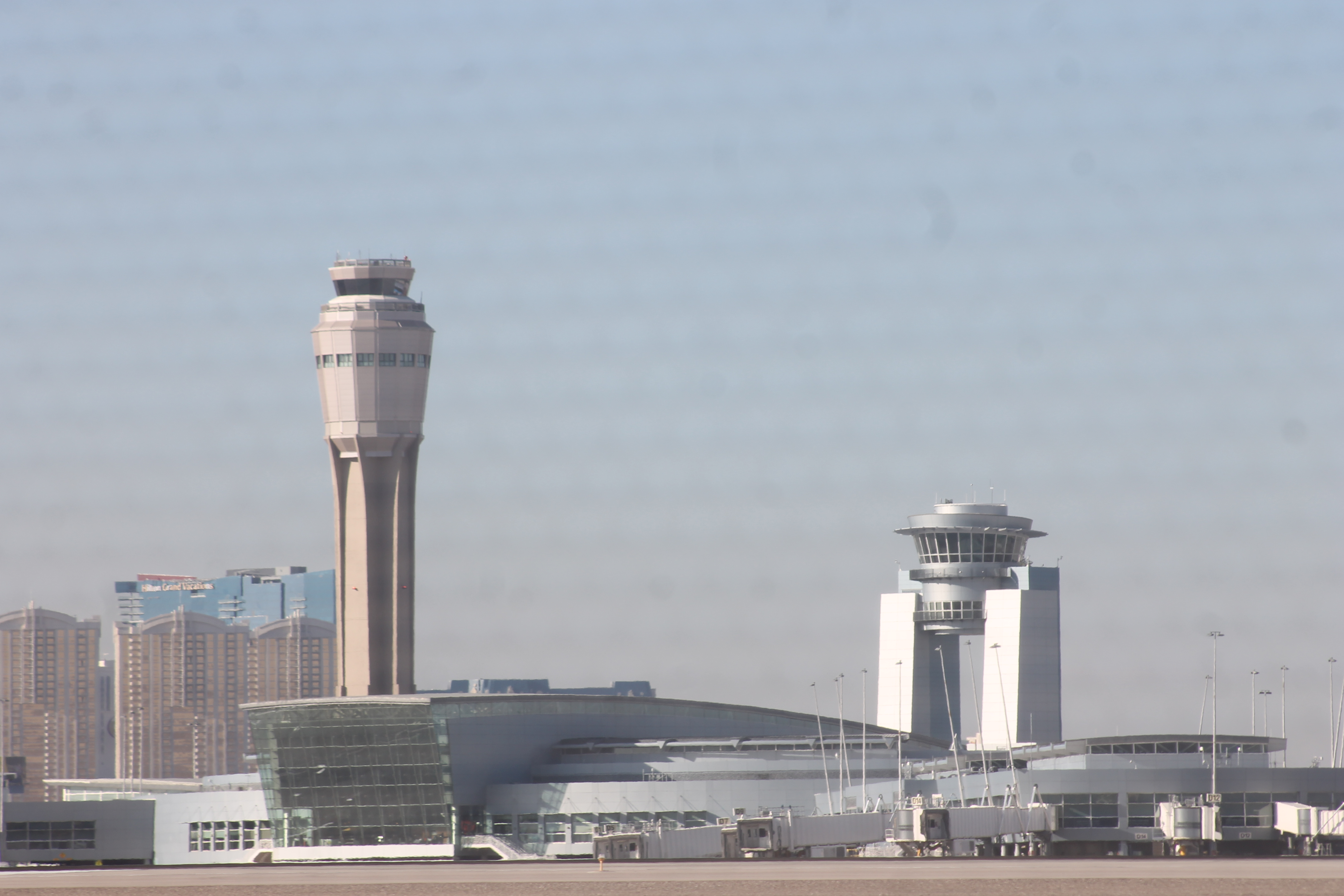
管制塔(左)とランプタワー(右)

### 貨物ターミナル
フェデックス・エクスプレスとUPS航空の物流施設がある。

### 他のターミナル運用
- 運航支援事業者
- エグゼクティブ・ターミナル
- ヘリコプター
- エリア51 （Area 51）、ネバダテストサイト (The Nevada Test Site) 、及び他の政府施設にサービスしているジャネット・ターミナル (JANET Terminal) もあると言われている。[誰によって?][要出典]

## 就航路線
| 航空会社                         | 就航地 |
| -------------------------------- | --- |
| サウスウエスト航空               | アルバカーキ、アマリロ、アトランタ、オースティン、ボルチモア、ベリンガム、バーミングハム(AL)、ボイシ、ボーズマン、バッファロー、バーバンク、シカゴ/ORD、シカゴ/MDW、クリーブランド、コロラドスプリングス、コロンバス(OH)、ダラス/ラブ、デンバー、デモイン、デトロイト、エルパソ、ユージン、フレズノ、ホノルル、ヒューストン/インターコンチネンタル、ヒューストン/ホビー、インディアナポリス、カフルイ、コナ、カンザスシティ、リフエ、リトルロック、ロングビーチ、ロサンゼルス/LAX、ルイビル、ラボック、ミッドランド、ミルウォーキー、ナッシュビル、ニューオーリンズ、オークランド、オクラホマシティ、オマハ、オンタリオ(CA)、サンタアナ、オーランド、パームスプリングス、フェニックス、ピッツバーグ、ポートランド(OR)、プロビデンス(RI)、ローリー/ダーラム、サクラメント、セントルイス、ソルトレイクシティ、サンアントニオ、サンディエゴ、サンフランシスコ、サンノゼ(CA)、サンタバーバラ、シアトル、スポケーン、タンパ、ツーソン、タルサ、ウィチタ、季節：オールバニ、ミネアポリス=セントポール、フィラデルフィア |
| アレジアント航空                 | アルバカーキ、アマリロ、アップルトン、アッシュビル、オースティン、ベリンガム、ビリングス、ビスマーク、ボイシ、ボーズマン、シーダー・ラピッズ、シカゴ/ロックフォード、シンシナティ、デモイン、デスティン、エルパソ、ユージン、フェイエットビル、フォートコリンズ/ラブランド、ファーゴ、フレズノ、グランドフォークス、アイダホフォールズ、インディアナポリス、ランシング、ロサンゼルス/LAX、ルイビル、マディソン、メンフィス、ミズーラ(MT)、オークランド、オクラホマシティ、オマハ、オレンジカウンティ、パスコ/トライシティーズ、ピオリア(IL)、リノ、サンアントニオ、サンディエゴ、スーフォールズ、スポケーン、スプリングフィールド(MO)、ツーソン、タルサ、ウィチタ |
| フロンティア航空                 | オースティン、クリーブランド、コロンバス(OH)、デンバー、エルパソ、フェイエットビル、ヒューストン/ホビー、インディアナポリス、カンザスシティ、リトルロック、ロサンゼルス/バーバンク、ロサンゼルス/サンタアナ、ルイビル、ミルウォーキー、ナッシュビル、ノーフォーク、オークランド、オクラホマシティ、オマハ、オンタリオ(CA)、オーランド、フィラデルフィア、フェニックス、ポートランド(OR)、ローリー/ダーラム、リノ/タホ、サクラメント、セントルイス、ソルトレイクシティ、サンアントニオ、サンディエゴ、サンフランシスコ、シアトル、スポケーン、タンパ、ツーソン、ウィチタ |
| スピリット航空                   | アトランタ、オースティン、ボルチモア、シカゴ/ORD、クリーブランド、コロンバス、ダラス、デンバー、デトロイト、ヒューストン/インターコンチネンタル、インディアナポリス、カンザスシティ、ロサンゼルス/LAX、ロサンゼルス/バーバンク、ロサンゼルス/サンタアナ、ルイビル、ナッシュビル、オークランド、オーランド、フィラデルフィア、ピッツバーグ、ポートランド、サクラメント、セントルイス、サンディエゴ、シアトル、タンパ |
| アメリカン航空                   | オースティン、シャーロット、シカゴ/ORD、ダラス、ロサンゼルス/LAX、マイアミ、ニューヨーク/JFK、フィラデルフィア、シャーロット、フェニックス、フィラデルフィア、ワシントン/ナショナル |
| デルタ航空                       | アトランタ、ボストン、シンシナティ、デトロイト、ロサンゼルス/LAX、ミネアポリス=セントポール、ニューヨーク/JFK、ローリー/ダーラム、ソルトレイクシティ、シアトル |
| デルタ・コネクション             | ロサンゼルス/LAX |
| ユナイテッド航空                 | シカゴ/ORD、デンバー、ヒューストン/インターコンチネンタル、ロサンゼルス/LAX、ニューアーク、サンフランシスコ、ワシントン/ダレス、クリーブランド |
| ユナイテッド・エクスプレス       | ロサンゼルス/LAX、サンフランシスコ |
| アラスカ航空                     | アンカレッジ、ボイシ、ロサンゼルス/LAX、ポートランド、サンフランシスコ、シアトル |
| ジェットブルー航空               | ボストン、ロサンゼルス/バーバンク、ロサンゼルス/ロングビーチ、ニューヨーク/JFK |
| サンカントリー航空               | ミネアポリス＝セントポール |
| ハワイアン航空                   | ホノルル、カフルイ |
| オムニエアインターナショナル     | *チャーターのみ |
| エア・カナダ                     | モントリオール、トロント、カルガリー、バンクーバー |
| ウエストジェット航空             | カルガリー、エドモントン、モントリオール、トロント、バンクーバー、ウィニペグ |
| フレア航空                       | トロント、バンクーバー |
| アエロメヒコ航空                 | グアダラハラ、メキシコシティ、モンテレイ |
| ボラリス                         | メキシコシティ、グアダラハラ |
| ビバアエロブス                   | メキシコシティ、モンテレイ |
| ブリティッシュ・エアウェイズ     | ロンドン/LHR |
| ヴァージン・アトランティック航空 | ロンドン/LGW |
| KLM                              | アムステルダム |
| コンドル航空                     | フランクフルト |
| エーデルワイス航空               | チューリッヒ |
| 大韓航空                         | ソウル/仁川 |

## 計画
下記の拡張改築計画が実施または検討中である。

### ラスベガスモノレールの接続
ラスベガスモノレールのハリー・リード国際空港への乗り入れが計画されている。この延伸計画はターミナル1とターミナル3の地下に駅を設ける案である。この計画にはタクシー及びリムジン会社からの反対が上がっている。